# Олдин, Джейсон
Джейсон Алдин (англ. Jason Aldean; род. 28 февраля 1977) — американский исполнитель кантри-музыки. Все первые шесть его альбомов (2005 — Jason Aldean, 2007 — Relentless, 2009 — Wide Open, 2010 — My Kinda Party, 2012 — Night Train и 2014 — Old Boots, New Dirt) достигли платинового статуса в США по данным RIAA, альбом 2012 года Night Train возглавил американский хит-парад Billboard 200. 10 синглов стали № 1 в кантри-чарте США Hot Country Songs: «Why», «She's Country», «Big Green Tractor», «The Truth», «Don't You Wanna Stay» (вместе с Kelly Clarkson), «Dirt Road Anthem», «Fly Over States», «Take a Little Ride», «Burnin' It Down» и «Try That in a Small Town». Лауреат нескольких музыкальных наград (Academy of Country Music, Billboard Music Awards, Country Music Association, American Country Awards).
5 августа 2023 года его сингл «Try That in a Small Town» («Попробуй это сделать в маленьком городе») возглавила американский хит-парад Billboard Hot 100. Песня и клип вызвали широкую полемику, а клип был снят с эфира кантри-канала Country Music Television.

## Биография
Родился 28 февраля 1977 года в г. Мейкон (штат Джорджия, США). Имя при рождении Джейсон Алдин Уильямс (Jason Aldine Williams).
Его родители, Барри и Дебби, развелись, когда ему было три года. Он был воспитан матерью, в основном в Мэйконе, где он пошёл в среднюю школу в Виндзорской Академии. Лето он провел со своим отцом в Хоумстеде (Homestead), Флорида.
Прежде чем отправиться на работу, его отец планировал гитарные аккорды в своем блокноте, чтобы показать Джейсону, куда нужно помещать пальцы, чтобы играть аккорды. Джейсон сидел и весь день практиковался, в то время, пока его отец работал. Когда его отец возвращался, он доставал свою гитару и они играли вместе. Вскоре после прослушивания одной песни всего несколько раз, он мог играть её. Среди его ранних фаворитов были «The Cowboy Rides Away» Джорджа Стрейта, «The Blues Man» Хэнка Уильямса Младшего и «My Home’s in Alabama» Алабамы.
Оба родителя поощряли молодого Джейсона, в то время, пока он прогрессировал в музыке. В возрасте 14 лет, после просмотра вручения наград кантри музыки по телевизору, он захотел выступить на сцене. С помощью его матери он выступил в местном зале VFW (Ветеранов Иностранных Войн) в Мэйконе, Джорджия. Он спел песни «Seminole Wind» Джона Андерсона и «Sticks and Stones» Трейси Лоренса. Позже он сказал, что вся аудитория -десять человек- аплодировали, и что его пришлось почти выталкивать со сцены, потому что он хотел продолжать исполнять песни. Он начал выступать на конкурсах кантри талантов и на местных ярмарках. В 15 он присоединился к группе «house band» в баре Джорджии «Nashville South».
Алдин выбрал свой сценический псевдоним в связи с тем, что его имя «Джейсон Уильямс» было слишком распространенным и ассоциировалось с баскетболом, поскольку три игрока с тем же именем играли в то время, когда начиналась его музыкальная карьера. Он немного изменил своё второе имя Aldine и получилось Aldean.
1 октября 2017 года Олдин только начал исполнять «When She Says Baby» на музыкальном фестивале Route 91 Harvest на Лас-Вегас-Стрип в Парадайсе (штат Невада), когда Стивен Пэддок начал стрелять в толпу с 32-го этажа отеля Mandalay Bay Resort. Олдину и его группе удалось покинуть сцену целыми и невредимыми, но 60 посетителей концерта погибли и 867 получили ранения во время инцидента. 7 октября Олдин открыл программу Saturday Night Live словами поддержки тех, кто пострадал в результате стрельбы, заявив, что «мы стали свидетелями одной из самых страшных трагедий в американской истории. Как и все, я изо всех сил пытаюсь понять, что произошло той ночью (и почему) и как собраться по кусочкам и начать исцеляться. Но вы можете быть уверены, что мы собираемся пройти через эти трудные времена вместе, на каждом этапе пути. Потому что, когда Америка находится в лучшем состоянии, наша связь а дух наш — несокрушимый». Затем он исполнил кавер на песню «I Won’t Back Down» Тома Петти, умершего пятью днями ранее.
Участник Liberty Ball в январе 2025 года по случаю инаугурации президента Дональда Трампа.

## Личная жизнь
Алдин женился на своей школьной подруге Джессике Ассери 4 августа 2001 года. У них есть две дочери — Кили Энн Уильямс (род.14 февраля 2003) и Кендил Олдин Уильямс (род. 20 августа 2007). 25 апреля 2013 года, спустя семь месяцев после того, как Джейсон признался, что действовал неуместно со своей бывшей соперницей Американского Идола Бриттани Керр, стало известно, что его жена ушла от него в ещё в январе. 26 апреля 2013 года Джейсон подал на развод, сославшись на непримиримые разногласия.
Джейсон и Бриттани Керр женились 21 марта 2015 года. У пары двое детей — сын Мемфис Олдин Уильямс (род. 1 декабря 2017) и дочь Нэви Роум Уильямс (род. 4 февраля 2019).
Вместе с действующими игроками Главной лиги бейсбола (MLB, Major League Baseball) Адамом Ларошем и Райаном Лэнджерхэнсом, бывшими игроками MLB Чиппером Джонсом и Томбо Мартином, Вилли Робертсоном из Duck Dynasty и кантри певцом Люком Брайаном он владеет охотничьей компанией «Buck Commander». Джейсон также владеет 1300 акрами земли за пределами Нашвилла, Теннесси.
В 2015 году журнал Forbes сообщал о годовом доходе Джейсона равном 43,5 млн долларов.

## Награды и номинации
| Год  | Организация                       | Награда                                                                                            | Результат |
| ---- | --------------------------------- | -------------------------------------------------------------------------------------------------- | --------- |
| 2005 | Academy of Country Music          | Top New Male Vocalist                                                                              | Победа    |
| 2007 | Academy of Country Music          | Song of the Year — «Amarillo Sky»                                                                  | Номинация |
| 2007 | Academy of Country Music          | Video of the Year — «Amarillo Sky»                                                                 | Номинация |
| 2007 | Country Music Association         | Horizon Award                                                                                      | Номинация |
| 2010 | CMT Music Awards                  | Video of the Year — «The Truth»                                                                    | Номинация |
| 2010 | CMT Music Awards                  | Male Video of the Year — «The Truth»                                                               | Номинация |
| 2010 | CMT Music Awards                  | Collaborative Video of the Year — «Heaven» вместе с Bryan Adams from CMT Crossroads                | Номинация |
| 2011 | Academy of Country Music          | Entertainer of the Year                                                                            | Номинация |
| 2011 | Academy of Country Music          | Male Vocalist of the Year                                                                          | Номинация |
| 2011 | Billboard Music Awards            | Top Country Artist                                                                                 | Номинация |
| 2011 | Billboard Music Awards            | Top Country Album — «My Kinda Party»                                                               | Номинация |
| 2011 | CMT Music Awards                  | Video of the Year — «My Kinda Party»                                                               | Номинация |
| 2011 | CMT Music Awards                  | Male Video of the Year — «My Kinda Party»                                                          | Номинация |
| 2011 | CMT Music Awards                  | Collaborative Video of the Year — «Don’t You Wanna Stay» вместе с Kelly Clarkson                   | Номинация |
| 2011 | CMT Music Awards                  | Best Web Video of the Year — «My Kinda Party» live from CMT.com webcast                            | Номинация |
| 2011 | Country Music Association         | Entertainer of the Year                                                                            | Номинация |
| 2011 | Country Music Association         | Single of the Year — «Don't You Wanna Stay» вместе с Kelly Clarkson                                | Номинация |
| 2011 | Country Music Association         | Musical Event of the Year — «Don’t You Wanna Stay» вместе с Kelly Clarkson                         | Победа    |
| 2011 | Country Music Association         | Album of the Year — My Kinda Party                                                                 | Победа    |
| 2011 | Country Music Association         | Male Vocalist of the Year                                                                          | Номинация |
| 2011 | Billboard Touring Awards          | Breakthrough                                                                                       | Победа    |
| 2011 | American Music Awards             | Favorite Country Male Artist                                                                       | Номинация |
| 2011 | American Music Awards             | Favorite Country Album — «My Kinda Party»                                                          | Номинация |
| 2011 | American Country Awards           | Male Music Video of the Year — «My Kinda Party»                                                    | Номинация |
| 2011 | American Country Awards           | Artist of the Year                                                                                 | Победа    |
| 2011 | American Country Awards           | Male Artist of the Year                                                                            | Номинация |
| 2011 | American Country Awards           | Album of the Year — My Kinda Party                                                                 | Победа    |
| 2011 | American Country Awards           | Single of the Year: Male — «My Kinda Party»                                                        | Победа    |
| 2011 | American Country Awards           | Single of the Year: Vocal Collaboration — «Don’t You Wanna Stay» вместе с Kelly Clarkson           | Победа    |
| 2011 | American Country Awards           | Touring Headline Act of the Year                                                                   | Победа    |
| 2011 | American Country Awards           | Music Video: Group, Duo, or Collaboration — «Don’t You Wanna Stay» вместе с Kelly Clarkson         | Победа    |
| 2012 | Grammy Awards                     | Best Country Solo Performance — «Dirt Road Anthem»                                                 | Номинация |
| 2012 | Grammy Awards                     | Best Country Duo/Group Performance — «Don’t You Wanna Stay» with Kelly Clarkson                    | Номинация |
| 2012 | Grammy Awards                     | Best Country Album — «My Kinda Party»                                                              | Номинация |
| 2012 | ACM Awards                        | Entertainer of the Year                                                                            | Номинация |
| 2012 | ACM Awards                        | Male Vocalist of the Year                                                                          | Номинация |
| 2012 | ACM Awards                        | Album of the Year — «My Kinda Party»                                                               | Номинация |
| 2012 | ACM Awards                        | Vocal Event of the Year — «Don’t You Wanna Stay» вместе с Kelly Clarkson                           | Победа    |
| 2012 | ACM Awards                        | Single Record of the Year — «Don’t You Wanna Stay» вместе с Kelly Clarkson                         | Победа    |
| 2012 | ACM Awards                        | Video of the Year — «Tattoos on This Town»                                                         | Номинация |
| 2012 | Billboard Music Awards            | Top Country Artist                                                                                 | Номинация |
| 2012 | Billboard Music Awards            | Top Country Album — «My Kinda Party»                                                               | Победа    |
| 2012 | Billboard Music Awards            | Top Country Song — «Dirt Road Anthem»                                                              | Победа    |
| 2012 | CMT Music Awards                  | Video of the Year — «Dirt Road Anthem»                                                             | Номинация |
| 2012 | CMT Music Awards                  | Male Video of the Year — «Dirt Road Anthem»                                                        | Номинация |
| 2012 | CMT Music Awards                  | CMT Performance of the Year — «Tattoos On This Town» from Artists of the Year                      | Победа    |
| 2012 | Teen Choice Awards                | Male Country Artist                                                                                | Номинация |
| 2012 | Teen Choice Awards                | Choice Country Song: Tattoos On This Town                                                          | Номинация |
| 2012 | CMA Awards                        | Entertainer of the Year                                                                            | Номинация |
| 2012 | CMA Awards                        | Male Vocalist of the Year                                                                          | Номинация |
| 2012 | CMA Awards                        | Single of the Year                                                                                 | Номинация |
| 2012 | American Music Awards             | Country Music: Favorite Male Artist                                                                | Номинация |
| 2012 | American Country Awards           | Artist of the Year                                                                                 | Номинация |
| 2012 | American Country Awards           | Male Artist of the Year                                                                            | Номинация |
| 2012 | American Country Awards           | Single of the Year — «Tattoos On This Town»                                                        | Номинация |
| 2012 | American Country Awards           | Single by a Male Artist — «Tattoos On This Town»                                                   | Номинация |
| 2012 | American Country Awards           | Song of the Year: «Fly Over States»                                                                | Номинация |
| 2012 | American Country Awards           | Song of the Year: «Tattoos On This Town»                                                           | Номинация |
| 2012 | American Country Awards           | Touring Artist of the Year                                                                         | Победа    |
| 2013 | People's Choice Awards            | Favorite Country Singer                                                                            | Номинация |
| 2013 | ACM Awards                        | Entertainer of the Year                                                                            | Номинация |
| 2013 | ACM Awards                        | Male Vocalist of the Year                                                                          | Победа    |
| 2013 | ACM Awards                        | Vocal Event of the Year — «The Only Way I Know»(вместе с Luke Bryan & Eric Church)                 | Победа    |
| 2013 | Billboard Music Awards            | Top Country Artist                                                                                 | Номинация |
| 2013 | Billboard Music Awards            | Top Country Album- «Night Train»                                                                   | Номинация |
| 2013 | Billboard Music Awards            | Top Male Artist                                                                                    | Номинация |
| 2013 | CMT Music Awards                  | Video of the Year — «1994»                                                                         | Номинация |
| 2013 | CMT Music Awards                  | Male Video of the Year — «Take a Little Ride»                                                      | Номинация |
| 2013 | CMT Music Awards                  | Collaborative Video of the Year — «The Only Way I Know»(вместе с Luke Bryan & Eric Church)         | Победа    |
| 2013 | Teen Choice Awards                | Male Country Artist                                                                                | Номинация |
| 2013 | CMA Awards                        | Entertainer of the Year                                                                            | Номинация |
| 2013 | CMA Awards                        | Male Vocalist of the Year                                                                          | Номинация |
| 2013 | CMA Awards                        | Musical Event of the Year — «The Only Way I Know»(вместе с Luke Bryan & Eric Church)               | Номинация |
| 2013 | American Country Awards           | Artist of the Year                                                                                 | Номинация |
| 2013 | American Country Awards           | Artist of the Year: Male                                                                           | Номинация |
| 2013 | American Country Awards           | Album of the Year: Night Train                                                                     | Номинация |
| 2013 | American Country Awards           | Single of the Year — Vocal Collaboration: «The Only Way I Know»(вместе с Luke Bryan & Eric Church) | Номинация |
| 2013 | American Country Awards           | Touring Artist of the Year                                                                         | Номинация |
| 2013 | American Country Awards           | Music Video of the Year: Male — Take a Little Ride                                                 | Номинация |
| 2014 | Grammy Awards                     | Best Country Album — «Night Train»                                                                 | Номинация |
| 2014 | ACM Awards                        | Male Vocalist of the Year                                                                          | Победа    |
| 2014 | American Music Awards             | Favorite Country Male Artist                                                                       | Номинация |
| 2014 | American Country Countdown Awards | Digital Song of the Year — «Burnin' It Down»                                                       | Номинация |
| 2014 | American Country Countdown Awards | Artist of the Year                                                                                 | Победа    |
| 2014 | American Country Countdown Awards | Male Vocalist of the Year                                                                          | Номинация |
| 2014 | American Country Countdown Awards | Song of the Year — «When She Says Baby»                                                            | Номинация |
| 2015 | ACM Awards                        | Entertainer of the Year                                                                            | Номинация |
| 2015 | ACM Awards                        | Male Vocalist of the Year                                                                          | Победа    |
| 2015 | ACM Awards                        | Album of the Year — Old Boots, New Dirt                                                            | Номинация |
| 2015 | Billboard Music Awards            | Top Country Artist                                                                                 | Номинация |
| 2015 | Billboard Music Awards            | Top Country Album — Old Boots, New Dirt                                                            | Победа    |
| 2015 | Billboard Music Awards            | Top Country Song — «Burnin' It Down»                                                               | Победа    |
| 2016 | ACM Awards                        | Top Country Song — «Gonna Know We Were Here»                                                       | Номинация |
| 2016 | ACM Awards                        | Top Country Song — «Lights Come On»                                                                | Победа    |
| 2016 | ACM Awards                        | Top Country Artist                                                                                 | Номинация |
| 2016 | ACM Awards                        | Entertainer of the year                                                                            | Победа    |
| 2016 | iHeartRadio Music Awards          | Country Artist of the Year                                                                         | Номинация |
| 2017 | ACM Awards                        | Entertainer of the Year                                                                            | Победа    |
| 2017 | ACM Awards                        | Male Vocalist of the Year                                                                          | Номинация |
| 2017 | Billboard Music Awards            | Top Country Artist                                                                                 | Номинация |
| 2017 | Billboard Music Awards            | Top Country Album — They Don’t Know                                                                | Номинация |
| 2017 | CMT Music Awards                  | Male Video of the Year — «Lights Come On»                                                          | Номинация |
| 2017 | CMT Music Awards                  | CMT Performance of the Year — «Hicktown»                                                           | Номинация |

## Дискография

### Альбомы
- 2005: Jason Aldean — № 37 в Billboard 200 и № 6 Top Country Albums
- 2007: Relentless — № 4 в Billboard 200 и № 1 Top Country Albums
- 2009: Wide Open — № 4 в Billboard 200 и № 2 Top Country Albums
- 2010: My Kinda Party — № 2 в Billboard 200 и № 1 Top Country Albums
- 2012: Night Train — № 1 в Billboard 200 и № 1 Top Country Albums
- 2014: Old Boots, New Dirt — № 1 в Billboard 200 и № 1 Top Country Albums
- 2016: They Don’t Know — № 1 в Billboard 200 и № 1 Top Country Albums
- 2018: Rearview Town — № 1 в Billboard 200
- 2019: 9 — № 1 Top Country Albums
- 2021—2022: Macon, Georgia
- 2023: Highway Desperado

### Синглы

#### 2000-е
| 2005                                    | «Hicktown»               | 10 | 68  | —  | - US: Gold        | Jason Aldean |
| 2005                                    | «Why»                    | 1  | 43  | —  | - US: Gold        | Jason Aldean |
| 2006                                    | «Amarillo Sky»           | 4  | 59  | —  | - US: Gold        | Jason Aldean |
| 2007                                    | «Johnny Cash»            | 6  | 68  | —  |                   | Relentless   |
| 2007                                    | «Laughed Until We Cried» | 6  | 61  | 88 |                   | Relentless   |
| 2008                                    | «Relentless»[A]          | 15 | 103 | —  |                   | Relentless   |
| 2008                                    | «She's Country»          | 1  | 29  | 90 | - US: 2× Platinum | Wide Open    |
| 2009                                    | «Big Green Tractor»      | 1  | 18  | 54 | - US: Platinum    | Wide Open    |
| 2009                                    | «The Truth»              | 1  | 40  | 79 | - US: Gold        | Wide Open    |
| «—» прочерк означает отсутствие в чарте |                          |    |     |    |                   |              |

#### 2010-е
| Год                                     | Название                                                  | Высшая позиция в чарте | Высшая позиция в чарте | Высшая позиция в чарте | Высшая позиция в чарте | Высшая позиция в чарте | Высшая позиция в чарте | Высшая позиция в чарте | Сертификации               | Альбом              |
| Год                                     | Название                                                  | US Hot Country         | US Country Airplay     | US                     | US AC                  | US Adult               | CAN Country            | CAN                    | Сертификации               | Альбом              |
| --------------------------------------- | --------------------------------------------------------- | ---------------------- | ---------------------- | ---------------------- | ---------------------- | ---------------------- | ---------------------- | ---------------------- | -------------------------- | ------------------- |
| 2010                                    | «Crazy Town»                                              | 2                      | —                      | 51                     | —                      | —                      | —                      | 85                     | - US: Gold                 | Wide Open           |
| 2010                                    | «My Kinda Party»                                          | 2                      | —                      | 39                     | —                      | —                      | —                      | 99                     | - US: Platinum             | My Kinda Party      |
| 2010                                    | «Don't You Wanna Stay» (вместе с Kelly Clarkson)          | 1                      | —                      | 31                     | 3                      | 9                      | —                      | 35                     | - US: 2× Platinum          | My Kinda Party      |
| 2011                                    | «Dirt Road Anthem»                                        | 1                      | —                      | 7                      | —                      | —                      | —                      | 39                     | - US: 4× Platinum          | My Kinda Party      |
| 2011                                    | «Tattoos on This Town»                                    | 2                      | —                      | 38                     | —                      | —                      | —                      | 59                     | - US: Platinum             | My Kinda Party      |
| 2012                                    | «Fly Over States»                                         | 1                      | —                      | 32                     | —                      | —                      | —                      | 55                     | - US: Platinum             | My Kinda Party      |
| 2012                                    | «Take a Little Ride»                                      | 1                      | 1                      | 12                     | —                      | —                      | —                      | 22                     | - US: Platinum             | Night Train         |
| 2012                                    | «The Only Way I Know» (вместе с Luke Bryan и Eric Church) | 5                      | 1                      | 40                     | —                      | —                      | 2                      | 53                     | - US: Platinum - CAN: Gold | Night Train         |
| 2013                                    | «1994»                                                    | 10                     | 14                     | 52                     | —                      | —                      | 18                     | 65                     | - US: Gold                 | Night Train         |
| 2013                                    | «Night Train»                                             | 2                      | 1                      | 26                     | —                      | —                      | 1                      | 39                     | - US: Platinum - CAN: Gold | Night Train         |
| 2013                                    | «When She Says Baby»                                      | 2                      | 1                      | 38                     | —                      | —                      | 1                      | 43                     | - US: Platinum             | Night Train         |
| 2014                                    | «Burnin' It Down»                                         | 1                      | 1                      | 12                     | —                      | —                      | 2                      | 12                     | - US: 2× Platinum          | Old Boots, New Dirt |
| 2014                                    | «Just Gettin' Started»                                    | 5                      | 1                      | 54                     | —                      | —                      | 2                      | 44                     | - US: Gold                 | Old Boots, New Dirt |
| 2015                                    | «Tonight Looks Good on You»                               | 6                      | 1                      | 46                     | —                      | —                      | 1                      | 32                     |                            | Old Boots, New Dirt |
| 2015                                    | «Gonna Know We Were Here»                                 | 5                      | 2                      | 54                     | —                      | —                      | 2                      | 52                     |                            | Old Boots, New Dirt |
| 2016                                    | «Lights Come On»                                          | 3                      | 1                      | 43                     | —                      | —                      | 3                      | 81                     | - US: Gold                 | They Don’t Know     |
| 2016                                    | «A Little More Summertime»                                | 5                      | 1                      | 52                     | —                      | —                      | 2                      | —                      |                            | They Don’t Know     |
| 2016                                    | «Any Ol' Barstool»                                        | 5                      | 1                      | 52                     | —                      | —                      | 1                      | 100                    |                            | They Don’t Know     |
| 2017                                    | «They Don’t Know»                                         | 20                     | 12                     | —                      | —                      | —                      | —                      | —                      |                            | They Don’t Know     |
| «—» прочерк означает отсутствие в чарте |                                                           |                        |                        |                        |                        |                        |                        |                        |                            |                     |

### Комментарии
1. ↑  Ремикс песни "Dirt Road Anthem" указан в  Billboard Hot 100 как Jason Aldean при участии Ludacris.